# Архангельская областная клиническая больница
Государственное бюджетное учреждение здравоохранения «Арха́нгельская областна́я клини́ческая больни́ца» — головное многопрофильное лечебно-профилактическое учреждение Архангельской области. 

## История
Архангельская областная клиническая больница была основана в ноябре 1945 года решением облисполкома на базе 2-я городская больница Архангельска. В то время в больнице насчитывалось 400 стационарных коек, работало 34 врача и 112 средних медицинских работников. В год пролечивалось до 3800 больных. В 1948 году к стационару больницы была присоединена поликлиника Ломоносовского района. В 1998 году в состав больницы также вошло областное общежитие медицинских работников, в 2005 году — автохозяйство медицинского и санитарного транспорта, в 2006 году — центр профессиональной патологии, в 2007 году — взрослое и детское инфекционные отделения и наконец в 2009 году — Соловецкая участковая больница.
Больница является клинической базой для 12-ти кафедр Северного государственного медицинского университета. 
21 января 2008 года - организован отдел высокотехнологичной специализированной медицинской помощи.
В 2014 году введен в эксплуатацию новый хирургический корпус, что намного улучшило условия пребывания больных, и условия работы врачей хирургических отделений.
29 мая 2018 года открыт Перинатальный центр – это уникальное в Архангельской области учреждение родовспоможения самого высокого уровня, оснащенное всем необходимым медицинским и технологическим оборудованием. В состав перинатального центра входят отделения, где оказывают акушерско-гинекологическую помощь, в том числе, консультативно-диагностическая поликлиника, а также стационарные отделения педиатрической помощи и амбулаторное отделение для детей раннего возраста, нуждающихся в динамическом наблюдении и реабилитации.
В 2021 году в результате реорганизации здание ГБУЗ АО «Архангельский клинический родильный дом им. К.Н. Самойловой» передано в оперативное управление ГБУЗ АО «Архангельская областная клиническая больница», где развернуты койки для лечения пациентов с коронавирусной инфекцией.